# Château de Cucé
Le château de Cucé est un château situé au sud de la commune de Cesson-Sévigné, dans le département français d'Ille-et-Vilaine, région Bretagne.

## Localisation
Le château se trouve au lieudit Cucé, à l’extérieur de l’agglomération de Rennes, au sud de la commune de Cesson-Sévigné et à l'est du bourg de Chantepie.

## Historique
Remontant au Moyen Âge, le château est reconstruit au XVIIIe siècle.
Une chapelle Sainte-Marguerite de Cucé située en dehors du parc est attestée en 1637, lors de la reconstruction la nouvelle chapelle est construite dans la cour.
La seigneurie de Cucé a été successivement possédée par les familles de Cucé, de Montbourcher, de Bourgneuf, du Boisgeslin et de Cahideuc.
Il fait l’objet d’une inscription au titre des monuments historiques depuis le 23 novembre 1970.

## Description et architecture

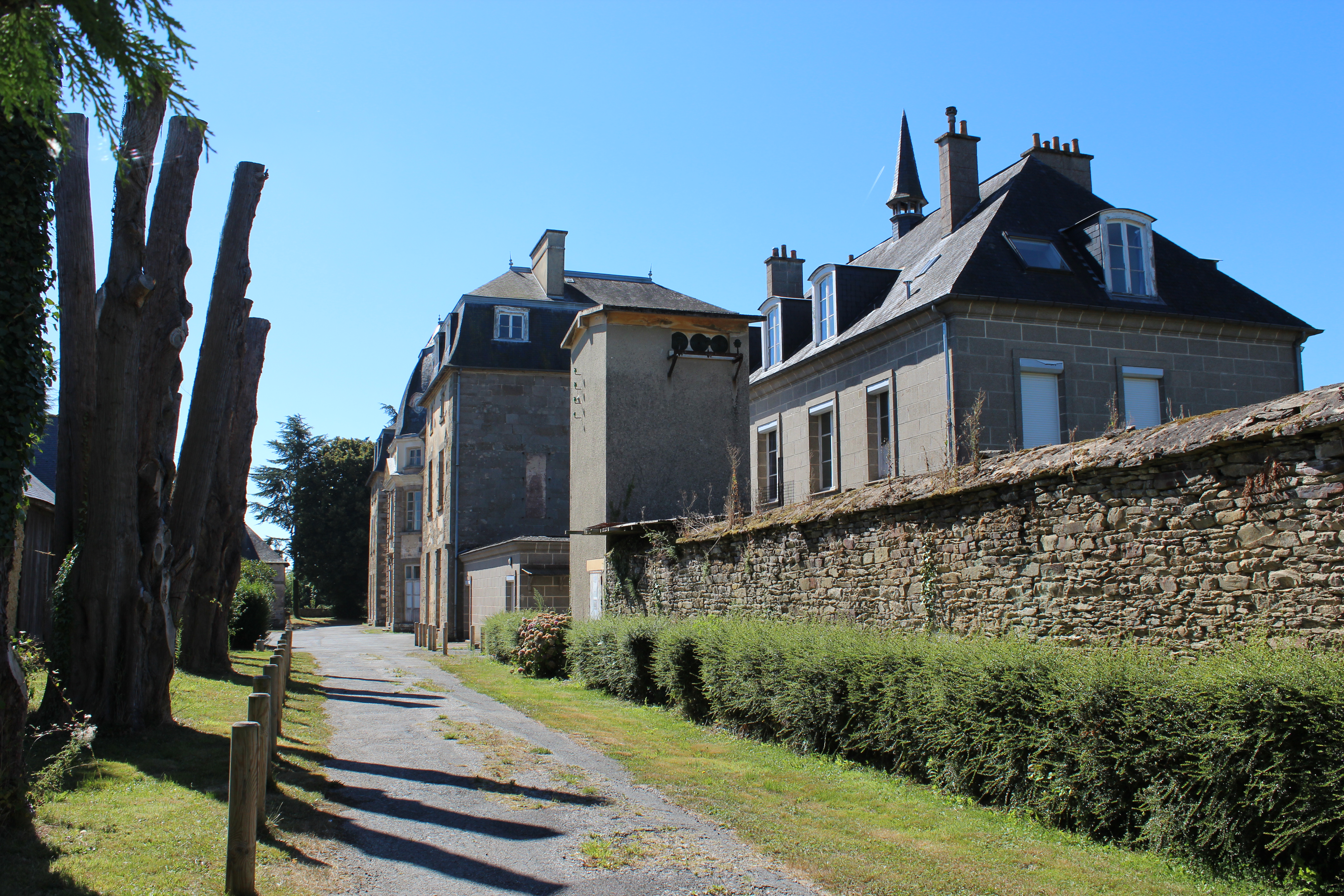
Entrée et façade est du château.
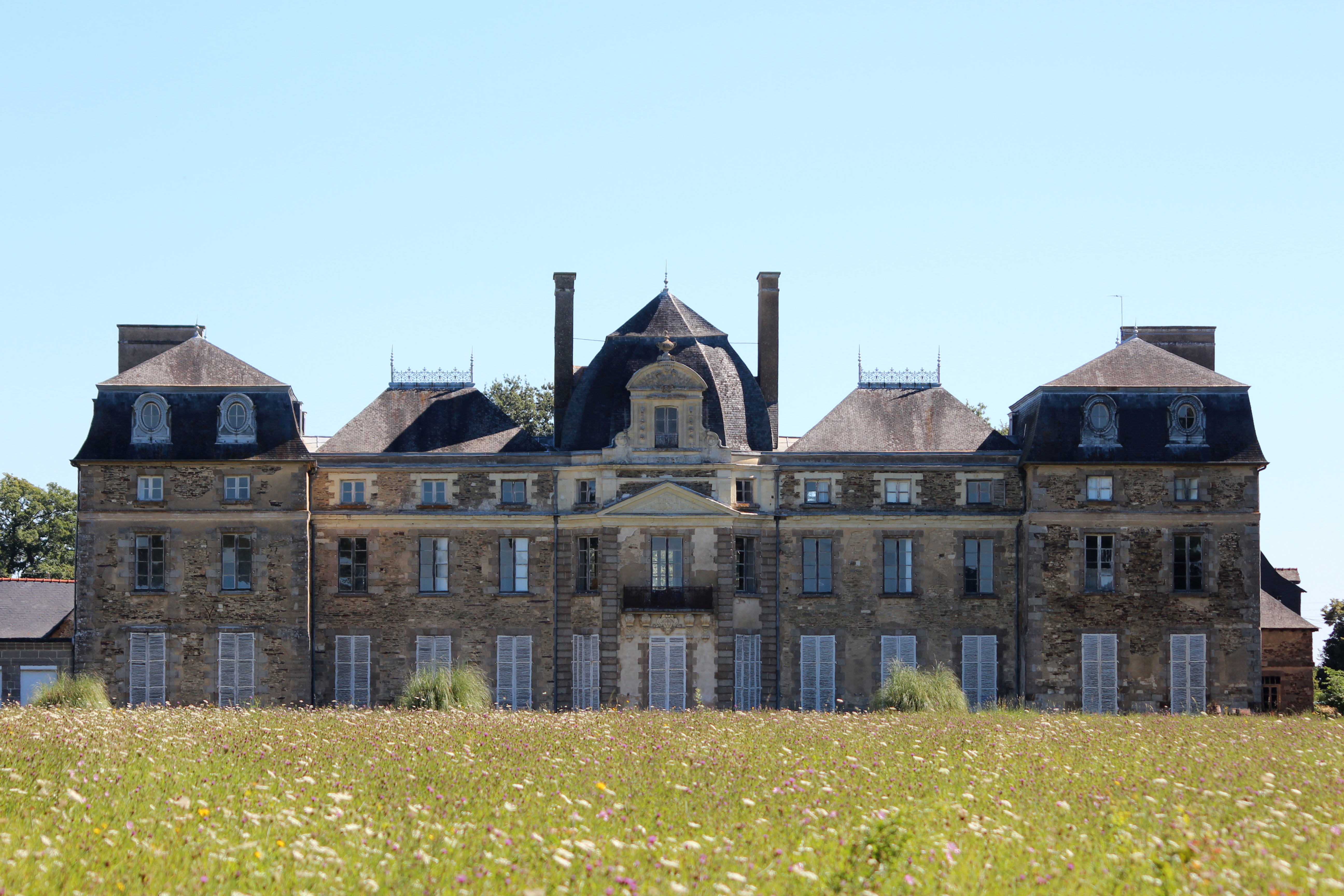
Façade ouest.
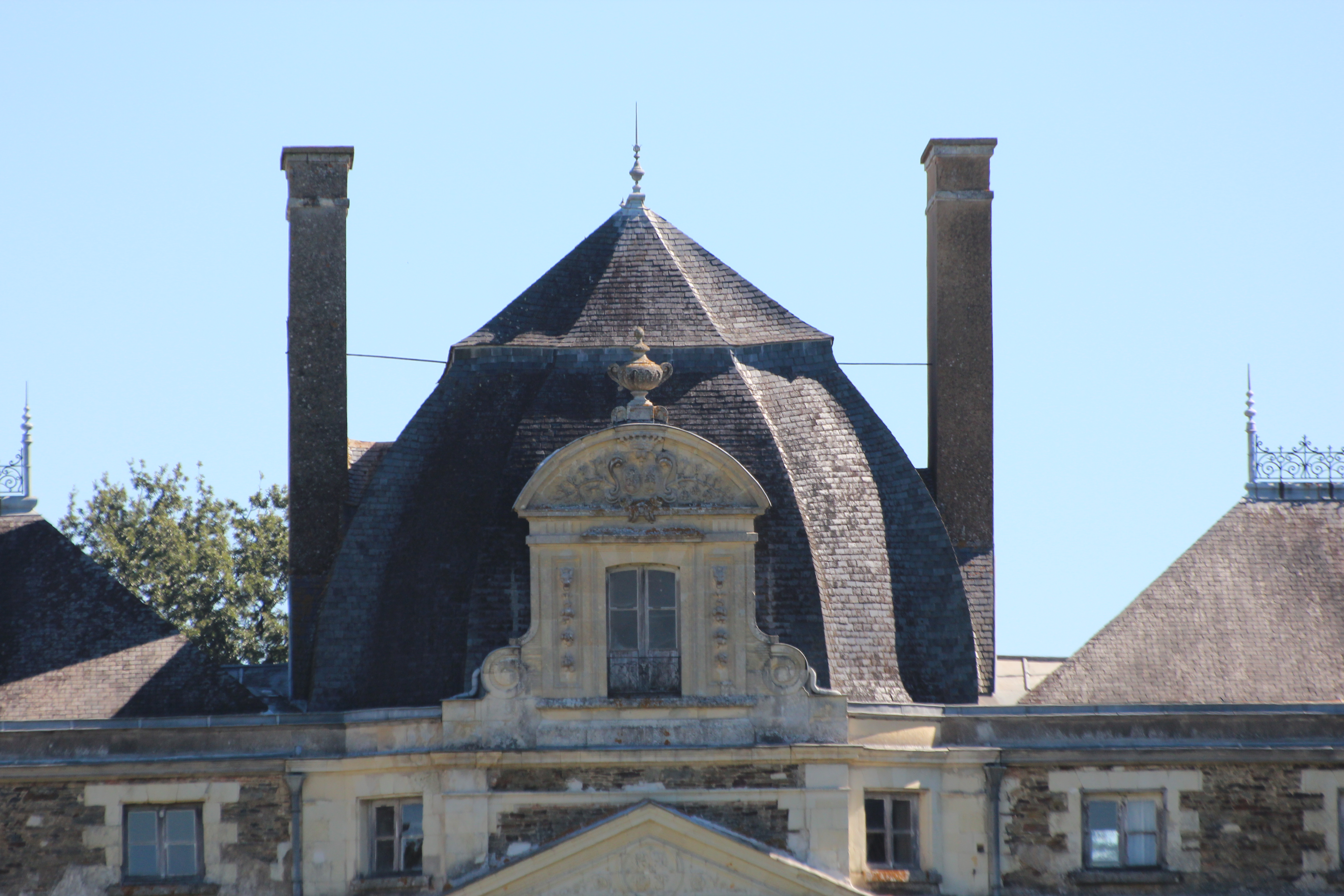
Détail de la façade ouest.